# Allosergestes vinogradovi
Allosergestes vinogradovi is een tienpotigensoort uit de familie van de Sergestidae. De wetenschappelijke naam van de soort is voor het eerst geldig gepubliceerd in 2009 door Vereshchaka.